# Fred Again
Frederick John Philip Gibson (19 juli 1993), bekend als Fred Again (geschreven als Fred again..) of gewoon Fred (gestileerd als FRED), is een Engelse producer, zanger, songwriter, multi-instrumentalist en DJ. Hij werkt regelmatig samen met andere artiesten en werd in 2023 genomineerd voor Beste Nieuwe Artiest tijdens de 66e jaarlijkse Grammy Awards. Hij won uiteindelijk twee Grammy's voor Beste Elektronische Album en Beste Dance Recording.

## Carrière
Op 16-jarige leeftijd sloot Gibson zich aan bij een a capella-groep in de studio van Brian Eno in Londen, die destijds de buurman van zijn familie was. In 2014 werkte hij als co-producer en songwriter samen met Eno en Karl Hyde aan hun twee projectalbums Someday World en High Life (alleen songwriter). Ook in 2014 nam Gibson deel aan de Red Bull Music Academy van dat jaar, gehouden in Tokio, Japan. In 2018 werkte Gibson mee aan verscheidene nummer 1-hits. Zo schreef hij Shotgun (George Ezra) voor George Ezra, en producete hij 12 van de 15 nummers van het album No.6 Collaborations Project van landgenoot Ed Sheeran.
Gibson won Producer of the Year bij de Brit Awards 2020. Hij is de jongste producer die ooit de titel heeft gewonnen.

### Actual Lifeen andere verschillende projecten
In 2019 begon Gibson een project met de titel Actual Life, waarin hij samples uit verschillende bronnen verzamelt - zoals spraakmemo's, clips van sociale media en muziek van andere artiesten - en deze verwerkt in originele tracks. Gibson bracht in april 2021 het eerste van deze albums uit, getiteld Actual Life (14 april - 17 december 2020).
Uit de verschillende albums verschenen verschillende hits zoals Marea (we've lost dancing) met The Blessed Madonna. Ook kwam er een samenwerking met Swedish House Mafia genaamd Turn on the lights. Dit werd Gibson's populairste nummer op Spotify. Het nummer wordt ook door duizenden andere dj's regelmatig gebruikt tijdens dj-sets.
De producer staat bekend voor zijn indrukwekkende liveshows, waar hij gebruikt maakt van moderne visuals. De artiest stond ook al meermaals op Belgische podia. In 2023 gooide hij hoge ogen voor 22.000 festivalgangers op Rock Werchter en gaf hij een uitverkocht concert in de ING Arena van Brussel. In Nederland verkocht hij de Amsterdamse Ziggo Dome uit.
Eind 2023 werd bekend dat de producer kans maakt op 4 Grammy Awards waaronder deze voor Best New Artist. Hij nam twee Grammy's mee naar huis.
In 2024 bracht hij zijn studioalbum Ten Days uit, en was hij headliner op Lowlands Festival, Reading en Leeds Festivals en Pukkelpop. 

## Discografie

### Studioalbums
| Titel                                                                                                 | Details                                                         | Hitlijsten | Hitlijsten | Hitlijsten | Hitlijsten | Hitlijsten | Hitlijsten | Hitlijsten | Hitlijsten | Hitlijsten | Hitlijsten |
| Titel                                                                                                 | Details                                                         | UK         | AUS        | BEL (VL)   | GER        | IRE        | LIT        | NLD        | NZ         | SWE        | SWI        |
| --- | --------------------------------------------------------------- | ---------- | ---------- | ---------- | ---------- | ---------- | ---------- | ---------- | ---------- | ---------- | ---------- |
| Actual Life                                                                                           | - Uitgebracht: 16 april 2021 - Label: Again.. Records, Atlantic | —          | 79         | 41         | —          | —          | —          | 65         | —          | —          | —          |
| Actual Life 2                                                                                         | - Uitgebracht: 19 november 2021 - Label: Atlantic               | —          | —          | 70         | —          | —          | —          | —          | —          | —          | —          |
| Actual Life 3                                                                                         | - Uitgebracht: 28 oktober 2022 - Label: Atlantic                | 4          | 8          | 10         | 27         | 2          | 29         | 11         | 6          | 48         | 40         |
| Ten Days                                                                                              | - Uitgebracht: 2024 - Label: Atlantic                           | 1          | 13         | 3          | 11         | 11         | 23         | 11         | 5          | 18         | 12         |
| "—" wil zeggen dat het album niet in de hitlijsten van het land stond, of daar niet werd uitgebracht. |                                                                 |            |            |            |            |            |            |            |            |            |            |

### Singles
| Single met eventuele hitnotering(en) in de Nederlandse Top 40 | Datum van verschijnen | Datum van binnenkomst | Hoogste positie | Aantal weken | Opmerkingen             |
| ------------------------------------------------------------- | --------------------- | --------------------- | --------------- | ------------ | ----------------------- |
| Marea (We've Lost Dancing)                                    | 2021                  | 21-05-2021            | 22              | 9            | met The Blessed Madonna |

| Single met hitnotering(en) in de Vlaamse Ultratop 50 | Datum van verschijnen | Datum van binnenkomst | Hoogste positie | Aantal weken | Opmerkingen             |
| ---------------------------------------------------- | --------------------- | --------------------- | --------------- | ------------ | ----------------------- |
| Marea (We've Lost Dancing)                           | 2021                  | 05-06-2021            | 12              | 17           | met The Blessed Madonna |